# Pipunculus gracilis
Pipunculus gracilis är en tvåvingeart som först beskrevs av Kertesz 1912.  Pipunculus gracilis ingår i släktet Pipunculus och familjen ögonflugor.
Artens utbredningsområde är Taiwan. Inga underarter finns listade i Catalogue of Life.